# Poitou

Das Wappen der Grafschaft Poitou zeigt in Silber einen goldbewehrten und -gezungten roten Löwen.
Richard Löwenherz trug es erstmals anlässlich des dritten Kreuzzuges.

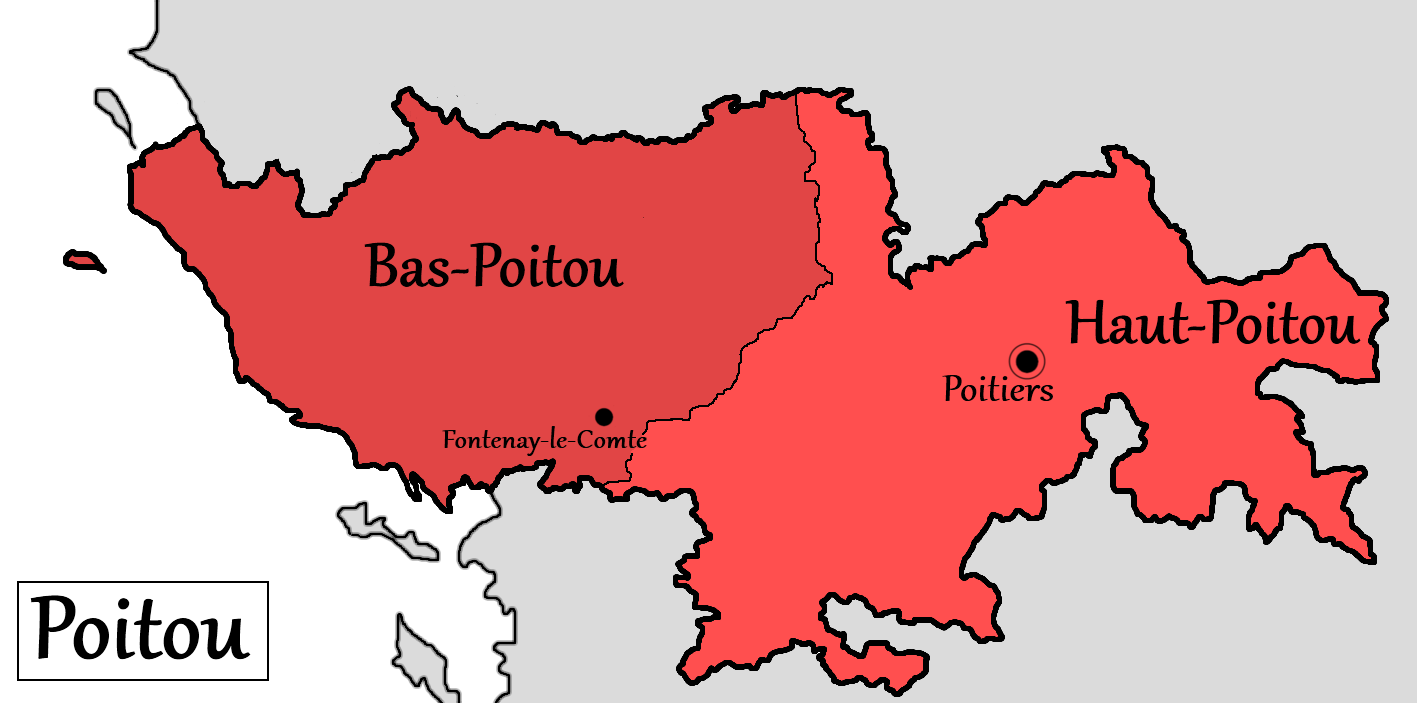
Karte des Poitou (ohne Vendée)

Das Poitou (französischer Name für Piktavien, keltisch Piktavia, altnorwegisch/normannisch Peitaland) ist eine Landschaft im Westen Frankreichs und war eine historische Provinz und Grafschaft. Das Gebiet der Grafschaft entsprach ungefähr den heutigen Départements Deux-Sèvres, Vienne und Vendée, ausgenommen das alte Seneschallat von Loudun, das zur Provinz Anjou gehörte. Hauptstadt der ehemaligen Provinz Poitou war Poitiers. Heute wird die piktavische ('poitevinische') Sprache, eine Varietät der langue d’oïl, immer noch gesprochen; sie hat infolge der Auswanderung aus dem Poitou einen starken Einfluss auf das Quebecer Französisch ausgeübt.
Die Départements Deux-Sèvres und Vienne bildeten bis Ende 2015 zusammen mit den südlich angrenzenden Départements Charente und Charente-Maritime die Region Poitou-Charentes (die seit 2016 zur Region Nouvelle-Aquitaine gehört), während das Département Vendée zur Region Pays de la Loire kam.
Auch die Île d’Yeu gehört zum Territorium der historischen Provinz Poitou.

## Lage
Die historische Landschaft des Poitou wird im Norden begrenzt vom Nantais (Gegend um Nantes), der Grafschaft Anjou und der Touraine, im Osten vom Berry und vom Limousin und im Süden von der Charente und der Saintonge. Das Gebiet teilt sich in das flache und erst spät besiedelte Sumpf- und Schwemmland des Bas-Poitou mit dem Zentrum La Roche-sur-Yon im Westen und in das historisch und kulturell bedeutsame hügelige Haut-Poitou mit dem Zentrum Poitiers im Osten.

## Geschichte

Provinzen Frankreichs (1477). Das Poitou im Westen hellblau (als Krondomäne).

Das Poitou war bis 1685 eine hugenottische Hochburg

Zur Zeit Caesars siedelte der keltische Stamm der Piktonen um ihren Hauptort Lemonum (Poitiers) südlich der unteren Loire. In der Spätantike gehörte die Region als civitas Pictavorum der römischen Provinz Aquitania secunda an und umfasste sechs pagi. Nach der Völkerwanderung gehörte das Gebiet zum Reich der Westgoten und nach deren Niederlage in der Schlacht von Vouillé 507 (in der Nähe von Poitiers) zum Reich der Franken.
Der heilige Warin von Poitou war im 7. Jahrhundert Statthalter des merowingischen Königs von Paris für das Poitou.
In der angrenzenden Touraine fand 732 die Schlacht von Tours und Poitiers zwischen den vordringenden Arabern und dem von Karl Martell geführten Heer der fränkischen Fürsten statt. In dieser Schlacht wurde die über Andalusien kommende muslimisch-arabische Expansion in Westeuropa begrenzt und gewendet.
Die Grafschaft Poitou war bedingt durch ihre Größe eine der wichtigsten Territorien des fränkischen Reichs der Karolinger und war dem Unterkönigreich von Aquitanien zugehörig. Neben den Grafen von Auvergne aus der Familie der Wilhelmiden (Gellones) waren die Grafen aus der Familie der Ramnulfiden (Haus Poitiers) im 9. Jahrhundert die mächtigsten Fürsten Aquitaniens und führten zeitweise den Titel eines Dux, allerdings ohne bestimmte Zuordnung, denn die Herzöge Aquitaniens wurden zuerst von den Gellones gestellt. Erst nach dem Aussterben der Gellones 927 gelang es Ebalus Mancer, deren Besitzungen zu übernehmen, womit er seine Familie als neue Herzogsdynastie etablierte.
Die Grafen von Poitou waren vom 10. bis 12. Jahrhundert als Herzöge von Aquitanien neben den rivalisierenden Grafen von Toulouse die mächtigsten Fürsten Südwestfrankreichs und genossen durch die Schwäche der frühen Kapetinger-Könige faktisch einen souveränen Status. Zur Familie gehören auch die Fürsten von Antiochia von 1163 bis 1268, die Grafen von Tripolis von 1187 bis 1289, die Könige von Zypern von 1217 bis 1489 und somit auch die Titularkönige von Jerusalem ab 1268.
Die berühmtesten Familienmitglieder sind jedoch zwei Frauen: Agnes von Poitou († 1077), die römisch-deutsche Kaiserin und Regentin des heiligen römischen Reichs von 1056 bis 1062, und Eleonore von Aquitanien († 1204). Durch die Ehe Eleonores mit Heinrich Plantagenet (1152) und dessen Thronbesteigung als englischer König (1154) wurde das Poitou mit dem restlichen Aquitanien in das Territorialkonglomerat der Plantagenets aufgenommen, heute bekannt unter dem Namen „Angevinisches Reich“. Gemeinsam mit ihrem Sohn, Richard Löwenherz, führte Eleonore in Poitiers einen der glänzendsten Höfe des hohen Mittelalters. Im Machtkampf mit König Philipp II. August wurden die Plantagenets 1204 all ihrer Besitzungen in Frankreich für verlustig erklärt, aber erst Phillips Sohn, König Ludwig VIII. der Löwe, konnte das Poitou 1224 militärisch erobern. Im Vertrag von Paris 1259 wurde dieser Verlust durch König Heinrich III. von England anerkannt.
Im 16. und frühen 17. Jahrhundert war das Poitou ein Zentrum der calvinistischen Reformation in Frankreich. Im Dritten Religionskrieg kam es 1560 in Moncontour (Vienne) zu einer blutigen Schlacht, in der ein katholisches Heer unter dem künftigen König Heinrich III. mit spanischen Hilfstruppen den Hugenotten unter Admiral Coligny eine vernichtende Niederlage beibrachte. Auf protestantischer Seite fielen 6.000 bis 10.000 Soldaten. Ab 1666 kam es zu massiven Zerstörungen der Temples, wie die protestantischen Kirchen genannt wurden.
Nach der Auflösung der historischen Provinzen in der Zeit der Französischen Revolution wird der Name der Provinz als geographische Bezeichnung weiterhin verwendet. Er lebte auch fort im Namen der 1960 gegründeten Region Poitou-Charentes, die 2016 in der Region Nouvelle-Aquitaine aufging.

## Sehenswürdigkeiten

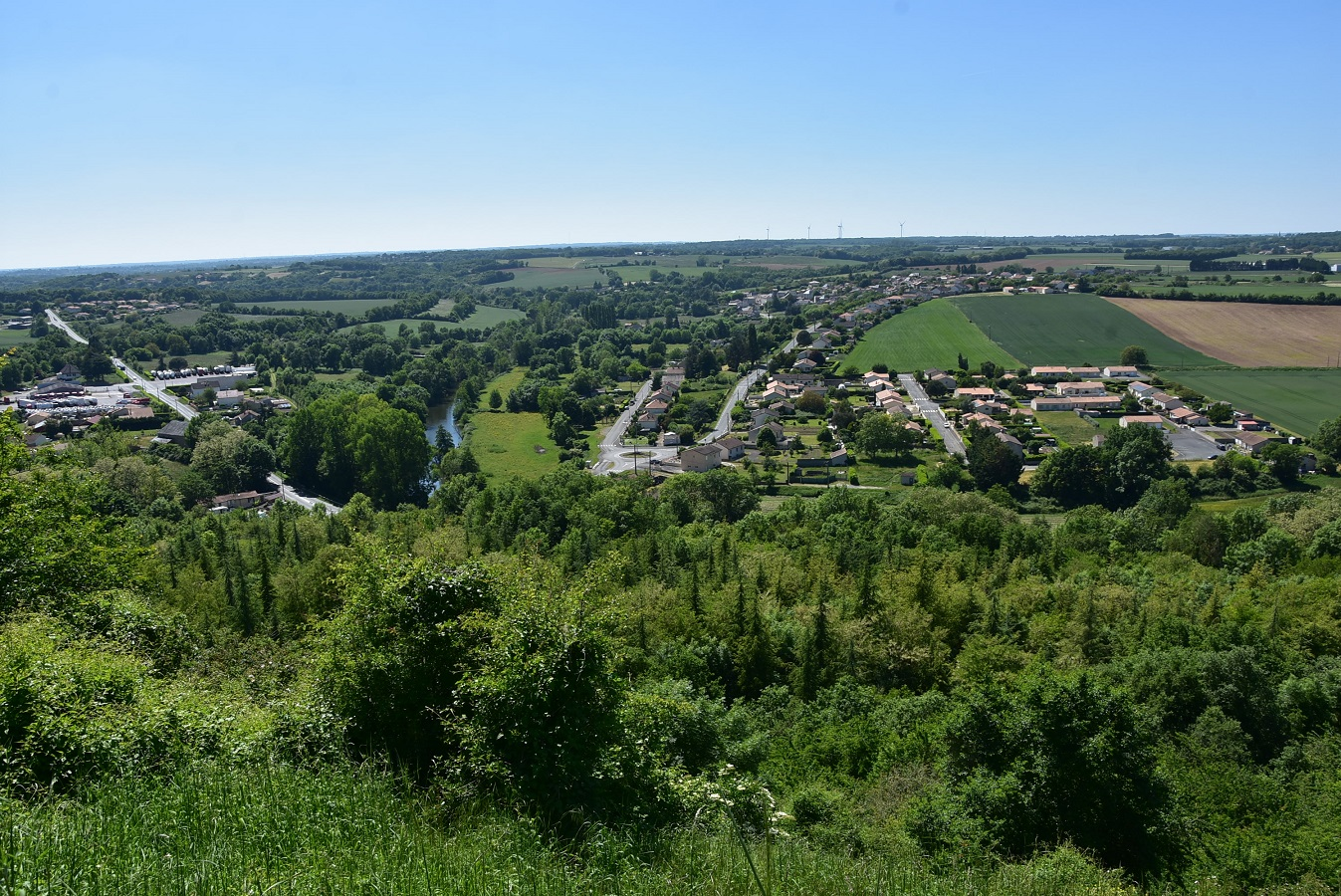
Blick auf die Poitou-Ebene Richtung Westen, Vendée und Atlantik.

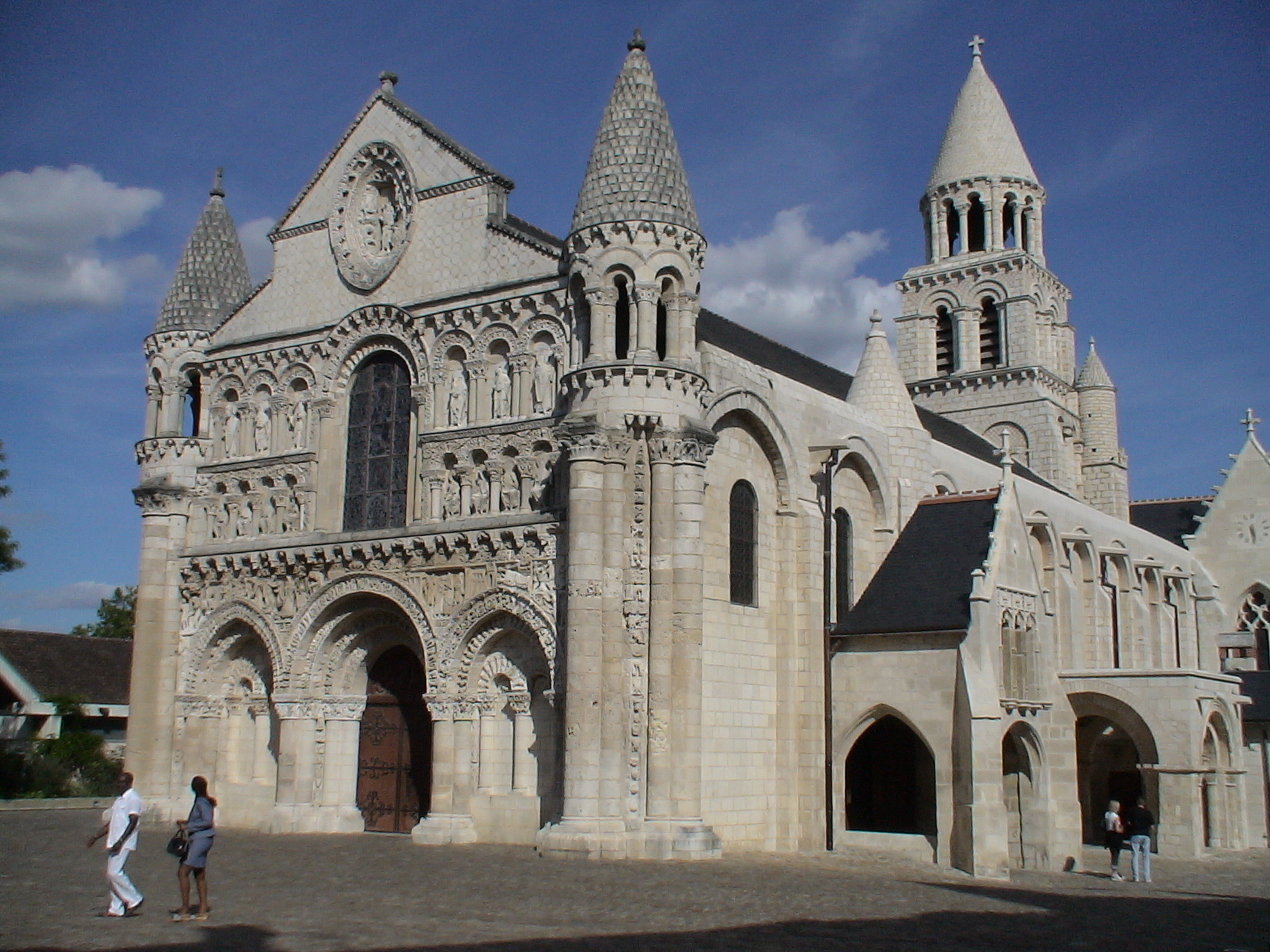
Poitiers – Notre-Dame la Grande

Während in der historischen Landschaft des Haut-Poitou der Kulturtourismus im Vordergrund steht, ist es im Bas-Poitou hauptsächlich der Bade- und Erholungstourismus. Interessante und geschichtsträchtige Orte sind:
Haut-Poitou
Poitiers, Chauvigny, Saint-Savin-sur-Gartempe, Montmorillon, Civray, Thouars, Argenton-les-Vallées, Airvault, Saint-Loup-Lamairé, Saint-Jouin-de-Marnes, Bressuire, Parthenay, Melle, Niort
Bas Poitou
La Roche-sur-Yon, Luçon, Fontenay-le-Comte, Vouvant, Les Sables-d’Olonne, Noirmoutier-en-l’Île
Bekannt sind auch die von Entwässerungskanälen durchzogenen poitevinischen Sümpfe (Marais Poitevin), ein Sumpfgebiet (zum Teil Vogelschutzgebiet) am Golf von Poitou an der französischen Westküste nördlich und nordöstlich von La Rochelle.

## Persönlichkeiten
- Jehan Daniel (~1480–~1550), Organist und Komponist
- René Goulaine de Laudonnière (1542–1582), Schriftsteller und Kolonisator